# Šušvė
Die Šušvė ist ein 134,6 km langer Fluss in Litauen. Sie entspringt bei Tytuvėnai im durch Torfabbau zerstörten Moor Tytuvėnų tyrelis, fließt zunächst in nördliche Richtung, biegt dann nach Osten, um nach Passieren des Moores Sulinkiai nach Südosten abzubiegen. Sie mündet rechtsseitig in die Nevėžis. Der größte Ort am Fluss ist Josvainiai mit etwa 1500 Einwohnern.
Bei Vaitiekūnai und Angiriai ist die Šušvė aufgestaut. Bei Pilsupiai befindet sich an dem letztgenannten Stausee ein wenig bekanntes aber unter Dendrologen sehr geschätztes Arboretum.
Das Einzugsgebiet wird mit 1165,4 km² angegeben, der mittlere Abfluss mit 6,22 m³/s.